# Townes Van Zandt (album)
| Recensione              | Giudizio    |
| ----------------------- | ----------- |
| AllMusic                | [ 1 ]       |
| Storia della musica     | [ 2 ]       |
| Sputnikmusic            | 3.5 (Great) |
| Piero Scaruffi          | [ 4 ]       |
| Dizionario del Pop-Rock | [ 5 ]       |
| 24.000 dischi           | [ 6 ]       |

Townes Van Zandt è il terzo album di Townes Van Zandt, pubblicato dalla Poppy Records nel settembre del 1969.
Reincisioni dei brani (già presenti nel primo ellepì): For the Sake of the Song, Waiting Around to Die, I'll Be Here in the Morning (il titolo della versione del primo album è leggermente diversa, I'll Be There in the Morning) e (Quicksilver Daydreams Of) Maria.

## Tracce
Brani composti da Townes Van Zandt
Lato A
1. For the Sake of the Song – 5:10
2. Columbine – 2:37
3. Waiting Around to Die – 2:42
4. Don't Take It Too Bad – 2:49
5. Colorado Girl – 3:16

Lato B
1. Lungs – 2:17
2. I'll Be Here in the Morning – 2:54
3. Fare Thee Well, Miss Carousel – 5:09
4. (Quicksilver Daydreams Of) Maria – 4:46
5. None but the Rain – 2:19

## Musicisti
- Townes Van Zandt - chitarra, voce
- Altri musicisti non accreditati

Note aggiuntive
- Jim Malloy e Kevin Eggers - produttori
- Registrazioni effettuate al Bradley's Barn di Mount Juliet, Tennessee (Stati Uniti)
- Milton Glaser - design album
- Sol Mednick - fotografie[9]